# Лайтбаунд, Жоэль
Жоэль Лайтбаунд (англ. Joël Lightbound; род. 8 февраля 1988, Торонто) — канадский политик, член Либеральной партии, министр преобразования правительства, государственного имущества, закупок и сборов (с 2025).

## Биография
В 2011 году окончил Макгиллский университет со степенью бакалавра гражданского права. Начал профессиональную карьеру в квебекском адвокатском бюро Fasken студентом и стажёром, продолжил адвокатом, специализируясь в иммиграционном праве.
В 2015 году победил на парламентских выборах в округе Луи-Эбер в восточной части города Квебек, где либералы не получали большинства с 1984 года.
Являлся парламентским секретарём нескольких министров правительства Джастина Трюдо, но вступил в конфликт с Либеральной партией, не согласившись с социальными ограничениями в период борьбы с пандемией COVID-19. После парламентских выборов 2021 года, будучи к моменту их проведения парламентским секретарём министра финансов, не получил нового назначения, а 8 февраля 2022 года дал пресс-конференцию о природе его противоречий с партией, после чего появились требования исключить его из фракции.
13 мая 2025 года новый премьер-министр Марк Карни произвёл по итогам досрочных парламентских выборов масштабные перестановки в Кабинете, назначив Лайтбунда министром преобразования правительства, государственного имущества, закупок и сборов.